# Рябиновцы
Ряби́новцы (также рябиновское согласие, рябиновский толк, рябиновщина) — старообрядческое согласие беспоповцев, выделившееся из течения самокрещенцев. Отличалось от остальных старообрядцев в основном тем, что его сторонники отказывались молиться на иконы, на которых присутствовал кто-либо кроме изображаемого образа. В связи с малочисленностью почитаемых ими икон, вырезали для молений восьмиконечные кресты из рябинового дерева, поскольку считали, что именно из рябины был сделан крест, на котором распяли Христа. Самоназвание рябиновцев — «согласие по кресту», «христиане по кресту» или «по честну кресту», то есть поклоняющиеся кресту Христову, без написания плоти Христовой.
Течение рябиновцев является ответвлением нетовщины, которая в свою очередь, является одним из направлений беспоповства.

## Основание и распространение в Российской Империи
Сведений о данном согласии осталось немного, поскольку с другими старообрядческими согласиями рябиновцы в религиозную полемику не вступали и литературы после себя не оставили. Некоторое количество сведений осталось в деле, заведённом в Казанской духовной консистории об уклонении нескольких православных прихожан в рябиновское согласие.
Данное согласие возникло примерно во второй половине XVIII в., однако известность получило только в 1848 г. после заведения вышеуказанного дела. Главным религиозным наставником рябиновцев в 1840-х годах был некий чистопольский купец А. В. Логутов, поэтому согласие в то время называли логутовщиной. Институт религиозных наставников был обычным для беспоповства, поскольку они считали, что в связи с реформами патриарха Никона новых священников рукоположить больше некому, а «еретических» священников они не признавали.
Через некоторое время рябиновщина из Казанской губернии постепенно проникла в Нижегородскую, Самарскую и затем почти во все приволжские губернии.
Около 1870 г. последователи согласия уже основали свою моленную в тогдашней столице, Санкт-Петербурге.

## Причины отделения от основного течения старообрядчества
Несмотря на то что рябиновцы придерживались общих для всех беспоповцев обрядов и преданий, они имели основное от них отличие — отказ поклоняться иконам, на которых, кроме поклоняемого лица, присутствуют изображения посторонних лиц и предметов. Такими иконами например, могут считаться «Вход Спасителя в Иерусалим», на которой Христос изображается сидящим на осле. Отказ поклоняться данной иконе мотивировался рябиновцами тем, что «животному не должно поклоняться». Или икона Воскресения, на которой изображено разрушение ада, отказ в поклонении которой рябиновцы объясняли тем, что «аду также не достойно поклоняться»
В связи с этим, ассортимент икон был достаточно невелик, поэтому рябиновцы вырезали из рябинового дерева восьмиконечные кресты объясняя свой выбор тем, что именно из рябины, упоминающейся в Библии под названием «певга», был сколочен крест, на котором был распят Христос. Изображение Христа на крестах и какие-либо надписи рябиновцами не приветствовались.

## Основные отличия от старообрядцев
Также рябиновцы, в отличие от остальных беспоповцев, не имитировали свою церковную жизнь без духовенства, а, наряду с другими согласиями, разрабатывали свои традиции религиозной жизни, как то:
- не признавали церковных таинств и крестили своих детей во имя Св. Троицы, но без чина крещения и молитв;
- признавали брак и молитву за царя лишь частично;
- хоронили своих усопших без отпевания, вместо этого клали на могиле земные поклоны об упокоении души усопшего;
- выкрашивали стены молелен чёрной краской, а из всей церковной утвари держали в них только восьмиконечный рябиновый крест без каких-либо изображений и надписей.

Кроме того, рябиновцы признавали только одну молитву: «Господи Исусе Христе, Сыне Божий, помилуй нас, грешных!».

## Количество последователей
Несмотря на то что количество последователей данного течения было, в целом, немногочисленным (около 20-30 тысяч человек по данным на начало XX века), в городе Чистополе это согласие было самым распространенным.

## Совершение богослужений
Молельня рябиновцев не имела каких-либо отличительных знаков и размещалась в обычном доме. В середине молельни находился иконостас, покрытый чёрным лаком, на котором находились иконы и кресты. Служба проходила в соответствии с общепринятым церковным уставом, однако без пения, поскольку всеми беспоповцами, и рябиновцами, как их подтечением, считалось, что «во времена Антихриста» петь не следует.

## Историческая информация о рябиновцах
Несмотря на некоторую скрытность и нежелание афишировать убеждения, некоторые описания церковной службы рябиновцев всё-таки дошли до нашего времени. В частности, более-менее подробная информация о рябиновцах описана в журналах «Православный собеседник» под авторством Ивановского Н. И. от 1867 года и «Церковный вестник» (статья Кондратова) от 1890 года, а также в книге «Руководство для сельских пастырей», изданной в 1874 году.

## Распространение
Согласие рябиновцев было распространено на Каме, в Чистополе и его окрестностях. Также рябиновские общины были зарегистрированы в селе Малый Толкиш Чистопольского уезда и в селе Шереметьевка, ныне Нижнекамский район. По свидетельству очевидцев, в середине XIX века общины рябиновцев также существовали в Нижегородской, Самарской и многих других приволжских губерниях.
Сведения о распространении данного течения в настоящее время отсутствуют.